# Larenz Tate
Larenz Tate (Chicago, 8 september 1975) is een Amerikaans acteur. Hij werd bekend door zijn rol als O-Dog in de film Menace II Society. Hij verscheen in andere film- en televisieproducties zoals Dead Presidents, A Man Apart, Crash, Ray en de televisieserie Power.

## Filmografie

### Films
- Menace II Society (1993)
- The Inkwell (1994)
- Dead Presidents (1995)
- Love Jones (1997)
- The Postman (1997)
- Why Do Fools Fall in Love (1998)
- Love Come Down (2000)
- Biker Boyz (2003)
- A Man Apart (2003)
- Crash (2004)
- Ray (2004)
- Waist Deep (2006)
- Beta Test (2016)
- Girls Trip (2017)
- Deuces (2017)
- Business Ethics (2019)

### Televisie
- The Twilight Zone (1985)
- The Women of Brewster Place (1989)
- New Attitude (1989)
- Family Matters (1990-1991)
- The Royal Family (1991)
- The Fresh Prince of Bel-Air (1992)
- South Central (1994)
- Love Monkey (2006)
- Rescue Me (2007-2011)
- House of Lies (2013-2015)
- Rush (2014)
- Game of Silence (2016)
- Power (2017-2020)
- Power Book II: Ghost (2020-2024)